# دم‌بادبزنی سیاه‌دارچینی
دم‌بادبزنی سیاه‌دارچینی (نام علمی: Rhipidura nigrocinnamomea) نام گونه‌ای از سرده دم‌بادبزنی است.